# Goddard A

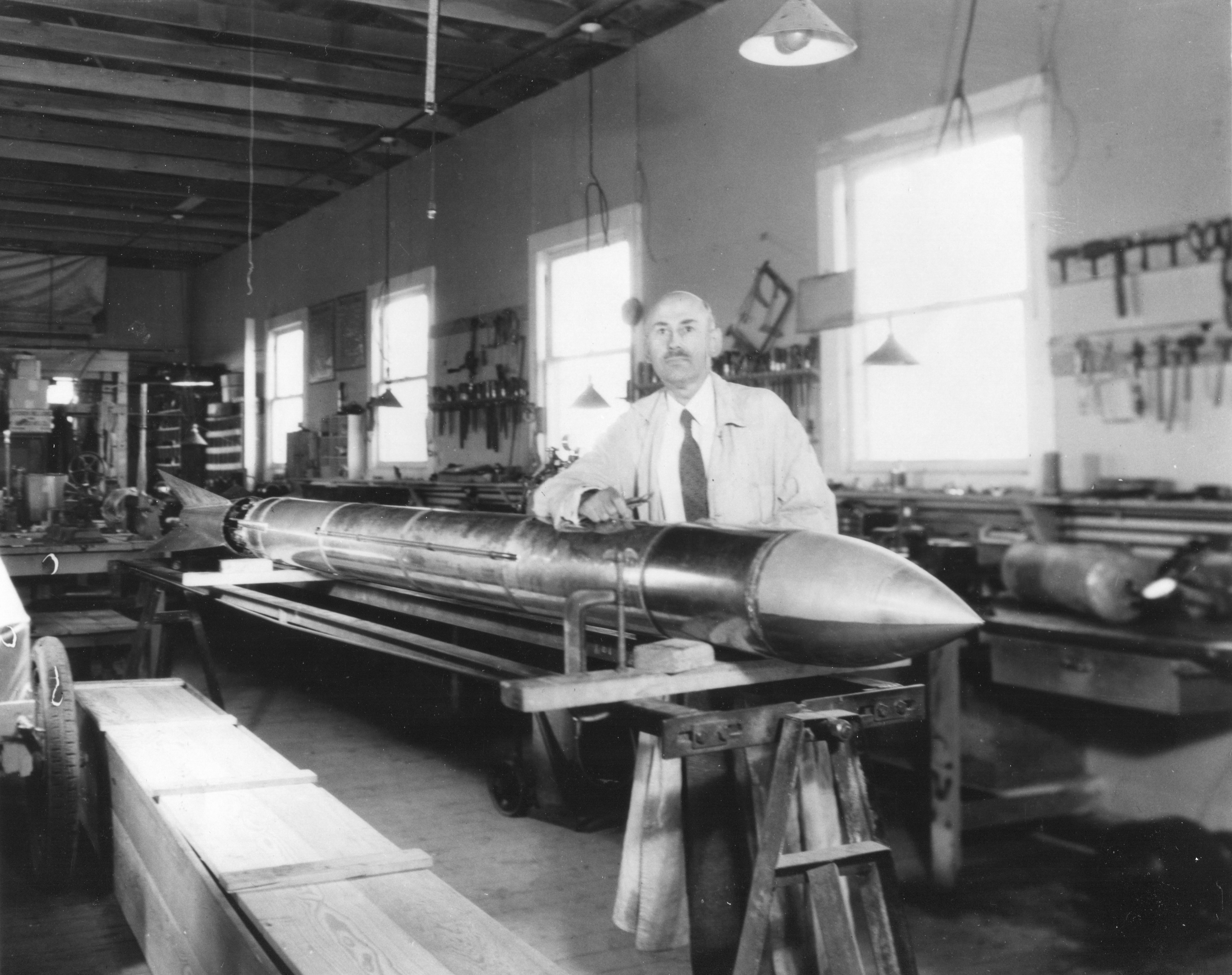
Goddard y un cohete de su construcción en octubre de 1935.

Goddard A es la denominación de una serie de cohetes construidos por Robert H. Goddard entre 1934 y 1941. Fueron construidos 14 cohetes (denominados de A1 a A14), la mitad de los cuales sólo fueron usados en pruebas estáticas, sin llegar a volar. Todos los cohetes de esta serie utilizaban control giroscópico mediante álabes y paracaídas para su recuperación. La longitud de los cohetes oscilaba entre 4,11 y 4,65 m y el peso entre 26 y 39 kg.
En total fueron lanzados 7 cohetes de la serie A (sin contar los usados en pruebas estáticas), todos los cuales cumplieron su objetivo. El primero fue lanzado el 16 de febrero de 1935 y el último el 29 de octubre de 1935.
La historia de la serie A comenzó cuando Goddard consiguió fondos en 1934 para continuar con sus pruebas en Roswell, Nuevo México, fondos que fueron llegando hasta 1941.
Con esta serie Goddard fue perfeccionando los sistemas de guiado y estabilización de los cohetes, así como los sistemas de alimentación y combustión de propelente.

## Especificaciones (valores típicos)
- Longitud: entre 4,11 y 4,65 m
- Masa total: entre 26 y 39 kg
- Altura máxima alcanzada: 2,3 km
- Velocidad máxima alcanzada: 1155 km/h